# Vaginosi bacteriana
La vaginosi bacteriana (VB) o, senzillament, vaginosi és un tipus de vaginitis causada per bacteris. Els factors de risc de la VB inclouen dutxes vaginals i tenir companys sexuals nous o múltiples, encara que no és clar quin paper juga l'activitat sexual en el seu desenvolupament. La VB és causada per un desequilibri de la flora bacteriana natural i es confon sovint amb la infecció per llevats (candidosi vaginal) o amb la infecció per Trichomonas vaginalis (tricomonosi), que no són causades per bacteris.

## Símptomes i signes
El símptoma més comú de la VB és un flux vaginal anormal, homogeni i blanquinós (especialment després del coit vaginal), que pot anar acompanyat de pudor (en general a peix). Aquest flux cobreix les parets de la vagina i, en general, sense irritació significativa, dolor o eritema (envermelliment), tot i que a vegades pot provocar una lleu picor.

## Causes
Els microorganismes involucrats en la VB són molt diverses, però inclouen Gardnerella vaginalis, Mobiluncus, Bacteroides, i Mycoplasma.

## Tractament
El tractament amb metronidazole o clindamicina per via oral o vaginal són un tractament eficaç. No obstant això, hi ha una alta taxa de recurrència.
La pauta habitual per al tractament amb metronidazole és de 500 mg cada 12 hores durant 7 dies.